# Phoenix Mercury 2000
La stagione 2000 delle Phoenix Mercury fu la 4ª nella WNBA per la franchigia.
Le Phoenix Mercury arrivarono quarte nella Western Conference con un record di 20-12. Nei play-off persero la semifinale di conference con le Los Angeles Sparks (2-0).

## Roster
| N° | Naz.                            | Ruolo | Sportivo          | Anno | Alt. | Peso |
| -- | ------------------------------- | ----- | ----------------- | ---- | ---- | ---- |
| 3  | Stati Uniti (bandiera)          | A     | Lisa Harrison     | 1971 | 183  | 74   |
| 4  | Australia (bandiera)            | G     | Michelle Chandler | 1974 | 168  | 57   |
| 5  | Stati Uniti (bandiera)          | G     | Dena Head         | 1970 | 178  | 79   |
| 7  | Australia (bandiera)            | G     | Michele Timms     | 1965 | 170  | 60   |
| 8  | Russia (bandiera)               | C     | Marija Stepanova  | 1979 | 203  | 85   |
| 10 | Stati Uniti (bandiera)          | G     | Nicole Kubik      | 1978 | 175  | 66   |
| 11 | Bosnia ed Erzegovina (bandiera) | C     | Rankica Šarenac   | 1974 | 196  | 101  |
| 12 | Australia (bandiera)            | A     | Michelle Brogan   | 1973 | 185  | 80   |
| 13 | Stati Uniti (bandiera)          | G     | Tonya Edwards     | 1968 | 178  | 73   |
| 22 | Stati Uniti (bandiera)          | A     | Jennifer Gillom   | 1964 | 191  | 79   |
| 23 | Stati Uniti (bandiera)          | A     | Brandy Reed       | 1977 | 185  | 73   |
| 30 | Stati Uniti (bandiera)          | A     | Amanda Wilson     | 1977 | 183  | 73   |
| 32 | Stati Uniti (bandiera)          | G     | Bridget Pettis    | 1971 | 175  | 68   |
| 33 | Stati Uniti (bandiera)          | C     | Adrian Williams   | 1977 | 193  | 83   |

## Staff tecnico
Allenatore: Cheryl Miller

Vice-allenatori: Tom Lewis, Linda Sharp, Vonn Read

Preparatore atletico: Carolyn Griffiths